# OA vz.27
OA vz.27 (чеш. Obrněné automobil vzor 27, Бронированный автомобиль модели 27) — чехословацкий бронеавтомобиль образца 1927 года.

## История
В 1925 году компания "Шкода" разработала и в июне 1927 года выпустила демонстрационный образец бронеавтомобиля Skoda PA-III (NIX216, позже 13353). После завершения испытаний, в 1927 году бронеавтомобиль был принят на вооружение армии Чехословакии под наименованием OA vz.27. Производство велось с мая по октябрь 1929 года; было построено 15 серийных бронемашин (№№ NIX201— 215, позже 13338 — 13352).

## Технические характеристики
- Годы эксплуатации: 1929-1944
- Запас хода: 200 км[уточнить]

## На вооружении
Состоял на службе в вооружённых силах Чехословакии, Третьего Рейха, Словацкой Республики и Румынии. Использовался в основном для подготовки войск.
- Чехословакия - на вооружении армии Чехословакии вплоть до немецкого захвата страны в марте 1939 года
- нацистская Германия - 9 бронемашин чехословацкой армии поступили на вооружение после оккупации Чехословакии в марте 1939 года
- Словакия - после провозглашения независимости "государства Словакия" 14 марта 1939 года, находившиеся в Словакии подразделения восточной армии Чехословакии перешли в подчинение правительству Словакии (вместе с техникой и вооружением, включая 3 бронемашины OA. vz.27).
- королевство Румыния - в марте 1939 года 3 бронемашины были интернированы на территории Румынии